# 小行星976
小行星976（976 Benjamina）是一颗绕太阳运转的小行星，为主小行星带小行星。该小行星于1922年3月27日发现。
該小行星以發現者班傑明·葉霍夫斯基的兒子班傑明（Benjamin）命名。

## 轨道参数
小行星976的轨道半长轴为3.2056418 UA，离心率为0.096。
| 前一小行星： 小行星975 | 小行星列表 | 後一小行星： 小行星977 |